# Antonio José López Castillo

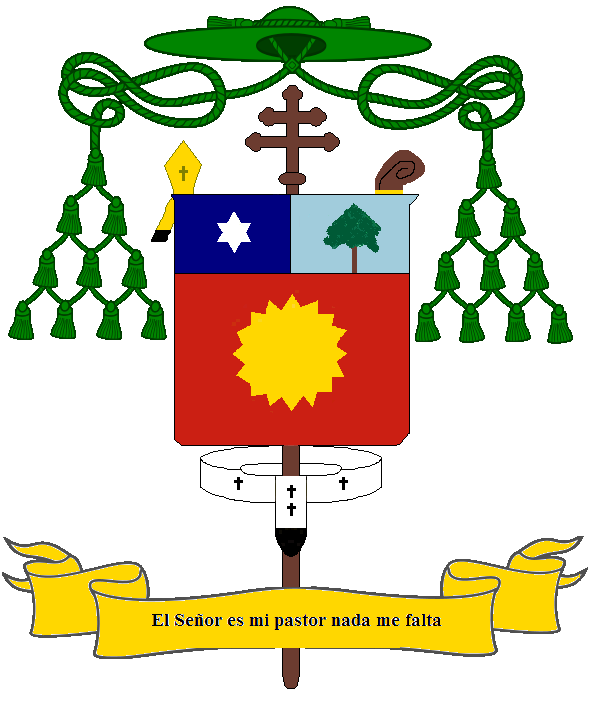
Bischofswappen von Antonio José López Castillo

Antonio José López Castillo (* 9. Juli 1945 in San Rafael de Mara; † 18. Juli 2021 in Maracaibo) war ein venezolanischer Geistlicher und römisch-katholischer Erzbischof von Barquisimeto.

## Leben
Antonio José López Castillo besuchte das Kleine Seminar in Maracaibo. Anschließend studierte er Philosophie und Katholische Theologie am interdiözesanen Priesterseminar Santa Rosa de Lima in Caracas. López Castillo wurde am 18. Dezember 1969 zum Diakon geweiht und empfing am 18. Juli 1970 durch den Erzbischof von Maracaibo, Domingo Roa Pérez, das Sakrament der Priesterweihe.
López Castillo war zunächst als Pfarrvikar in drei Pfarreien und als Leiter des erzbischöflichen Sekretariats für Katechese tätig, bevor er 1972 Verantwortlicher für die Berufungspastoral im Erzbistum Maracaibo wurde. 1979 wurde Antonio José López Castillo für weiterführende Studien nach Rom entsandt, wo er 1981 an der Päpstlichen Lateranuniversität ein Lizenziat im Fach Katholische Theologie erwarb. Nach der Rückkehr in seine Heimat wurde er Pfarrer der Pfarrei Sagrada Familia in Maracaibo. Zudem war López Castillo von 1981 bis 1985 Pro-Generalvikar und von 1985 bis 1988 Generalvikar des Erzbistums Maracaibo. Daneben erwarb er später an der Universidad del Zulia in Maracaibo ein Lizenziat im Fach Philosophie. Ferner wirkte Antonio José López Castillo als Richter am Kirchengericht des Erzbistums Maracaibo und als Direktor der Kirchenzeitung La Columna.
Papst Johannes Paul II. ernannte ihn am 26. Februar 1988 zum Weihbischof in Maracaibo und zum Titularbischof von Theuzi. Die Bischofsweihe spendete ihm der Erzbischof von Maracaibo, Domingo Roa Pérez, am 28. Mai desselben Jahres in Maracaibo; Mitkonsekratoren waren Medardo Luis Luzardo Romero, Erzbischof von Ciudad Bolívar, und Roberto Lückert León, Bischof von Cabimas. Sein Wahlspruch El Señor es mi pastor nada me falta („Der Herr ist mein Hirte, nichts wird mir fehlen“) stammt aus Ps 23,1 .
Am 1. August 1992 wurde er durch Johannes Paul II. zum Bischof von Barinas ernannt und am 31. Oktober desselben Jahres in das Amt eingeführt. Am 27. Dezember 2001 wurde er zum Erzbischof von Calabozo ernannt. Benedikt XVI. ernannte ihn am 22. Dezember 2007 zum Erzbischof von Barquisimeto.
Papst Franziskus stellte ihm am 5. Oktober 2018 den Bischof von San Felipe, Víctor Hugo Basabe, als Apostolischen Administrator sede plena zur Seite, wodurch seine Jurisdiktion mit sofortiger Wirkung ruhte. Am 25. März 2020 nahm Papst Franziskus das von Antonio José López Castillo vorgebrachte Rücktrittsgesuch an.